# ぼんち (小説)
『ぼんち』は、1959年に発表された山崎豊子による小説。『週刊新潮』に連載された。単行本は新潮社から上下2巻が1959年と1960年に刊行された。

## 概要
老舗足袋問屋の一人息子・喜久治の人生修業を中心に、彼を巡る5人の女、船場商家の厳しい家族制度や特殊な風習を丁寧に描いた長編小説。「ぼんち」とは船場商家の跡取りに対する呼び名のひとつで、単なる「ぼんぼん」とは異なり、放蕩を重ねてもぴしりと帳尻の合った遊び方で、地に足がついたスケールの大きな者に与えられる愛称。昭和初期の経済変動を背景に、商魂に徹して生きた大阪商人の理想的典型を描き、大阪の文芸興隆に寄与したとして大阪府芸術賞を受けた。
1960年には大映にて映画化され、また、1962年と1972年には同名で、1966年には『横堀川』（『暖簾』『花のれん』と合同）として3度テレビドラマ化された。2008年には「音楽劇“ぼんち”」として舞台化されている。

## 出版
- 単行本
  - 『ぼんち』上・下（1959年、1960年、新潮社）
  - 『ぼんち』（1960年、新潮社）※1冊にまとめたもの。
- 文庫
  - 『ぼんち』（1961年、新潮社）
  - 『ぼんち（改訂第1版）』（1974年、新潮社）
  - 『ぼんち（改訂第2版）』（2005年、新潮社）※活字が大幅に拡大。
- 全集
  - 『山崎豊子全作品』第2巻（1985年、新潮社）
  - 『山崎豊子全集』第2巻（2004年、新潮社）

### 英訳
- Bonchi a novel  translated by Harue and Travis Summersgill、1982

## 映画
製作・配給は大映。1960年4月13日公開。併映は『扉を叩く子』、4月17日より『痴人の愛』。1965年3月6日に再上映、併映は『暴れ犬』。

### 製作
大映側からの企画ではなく、主演した市川雷蔵が自ら監督の市川崑に持ち込んだもので、市川が日本映画界で巨匠と評される一端となった映画『炎上』に出演した事への「御礼返し」の意味合いがあった。原作を読んだ市川は、自分の肌に合わないと感じつつも、雷蔵の「先生、御礼返しをしとくれやすや」の洒落っ気な言葉に動かされて映画化を引き受けた。脚本は妻の和田夏十に一任して、原作にはない戦後の場面を加えるなど、大胆な脚色を行った上で撮影を開始した。主演の市川雷蔵は自ら企画した事もあり、上機嫌に奔放な演技をするなど、撮影は快調だったが、1週間程たった頃、大映の宣伝部がPR用に、原作者の山崎を撮影所に呼んでくるという出来事があった。山崎は当初、主演の雷蔵や出演者たちと記念写真に応じていたが、終了後に市川の所へやってくると「原作と脚本が全然違う、映画にするのをやめて下さい」と口頭で撮影中止を申し入れてきた。常軌を逸脱していると感じた市川は「あなたには既に脚本が提示されていて、原作料が渡って、こうして撮影が行われている訳だから、常識的に言えば了承されている事になる。しかし、どうあっても嫌だと仰るなら、僕じゃなく会社のほうに言ってくれ。会社が了承すれば中止になるだろうけど、かなりの製作費が消費されているから、それをあなたが弁償する事になるでしょう。それでも良ければどうぞ」と突き放し、山崎も「ええ、そのお金を払ってもいいからやめてほしい」と意に介さなかった。幾ら雷蔵への御礼返しでも原作のダイジェストを作る位なら監督を辞退するつもりでいた市川だったが、結局、製作は中止されることなく、映画は完成した。
完成した際、試写を観た山崎は、「シナリオのときから注文したのに。私の書いた『ぼんち』は、あんな『ぼんち』じゃありません。えいが『ぼんち』は、あくまで市川崑の『ぼんち』です。あれでは、原作じゃなくて、まるで身売りです」と、しみったれた主人公に描かれていることに不満を漏らした。後年、市川はあの時の山崎の態度を「ああいうことを言いたかっただけの不思議な人」と評している。その証拠に、大映は本作以降、山崎より『女の勲章』・『女系家族』・『白い巨塔』の映画化の許可を得、製作に至っている。

### 撮影・演出
- 主人公を取り巻く女性が多く出演するため、一人ひとりの性格の違いを表現する服装の色を強調する色彩設計がなされている[10]。
- 大阪空襲後の　焼け残った主人公の家の土蔵周辺は大映京都撮影所の敷地内で撮られたオープンセットで、モンタージュされる空襲後の焼け野原は、大阪城近くの工場跡地に作り物の瓦礫を追加して撮影されている[11]。
- 出演者の若尾文子が日傘を差して通りを歩く場面は船場でロケーション撮影されたが、イントレや撮影用クレーンでは俯瞰する高さが足りないため、電柱のトランス修理に用いる特製クレーンをレンタルして撮影されている[12]。
- 映画は、戦前から戦中、戦後という激動の時代を通して描かれているが、主人公は空襲で家を焼失しても飄々とするなど、浮世離れした性格描写がなされている。これは時代背景を見据える目線と主人公の人間像から見た目線を対比させつつ、それらを映画として1つに照合させるという、市川独特のストーリーラインの価値観に基づいているためで、この手法は後に谷崎潤一郎の『細雪』を映画化した際にも用いられている[13]。

### あらすじ
船場の足袋問屋河内屋の一人息子喜久治は、祖母と母の勧めで弘子を嫁にしたが、養子旦那だった二人の嫁いびりで、長男を生んだ後に離縁する。
その後の喜久治は、父が死んで河内屋の主人におさまるや、彼の商売上手で店は繁盛し、それにつれて女性関係もますます盛んになっていく。二号となった芸者ぽん太には男の子を生ませ、娘仲居の幾子が芸者に出たのを機に三号で囲って、その他カフェの女給の比佐子、仲居頭のお福と妾同様の女がいる。
やがて日中戦争が始まって不景気になり、太平洋戦争に突入して、河内屋も空襲で蔵一つを残して焼失した。喜久治は、ぽん太、比佐子、お福に金を渡して河内長野の菩提寺に行くよう仕向け、祖母と母も田舎に返そうとしたが、船場の悲惨な状況に落胆した祖母は半ば自殺のように死んでしまう。
戦争が終わり、菩提寺を訪れた喜久治は、三人の女のあけすけな姿をのぞき見して、これで放蕩も終わりと見切りをつけ、女に会わずに帰った。
昭和35年になり、57歳の喜久治は彼なりに商売に対する夢を抱いているが、今は二人の息子の世話になっている身になり、ぽん太の子・太郎からは今更足袋屋でもないと諭されてしまう。

### キャスト
- 喜久治（河内屋足袋店の跡取り）：市川雷蔵
- ぽん太（芸者で喜久治の女）：若尾文子
- 比沙子（ホステスで喜久治の女）：越路吹雪
- 勢以（喜久治の母）：山田五十鈴
- 幾子（仲居で喜久治の女）：草笛光子
- 弘子（喜久治の最初の妻）：中村玉緒
- 太郎（喜久治の次男)：林成年
- 春団子（落語家）：中村鴈治郎
- 内田まさ：北林谷栄
- きの（喜久治の祖母）：毛利菊枝
- 土合（工場主）：菅井一郎
- 和助：嵐三右エ門
- 泰助：伊達三郎
- 憲兵：浜村純
- 高野市蔵：潮万太郎
- 芸者1：毛利郁子
- 喜兵衛（喜久治の父）：船越英二
- お福（仲居で喜久治の女）：京マチ子
- お時（女中）：倉田マユミ
- 君香：橘公子
- 秀助：伊達三郎
- 幾郎の里親：上田寛
- 佐野屋：志摩靖彦
- 久治郎：五代千太郎
- 太郎の里親（父）：市川謹也
- 太郎の里親（母）：小林加奈枝
- 看護婦：小柳圭子
- 芸者2：種井信子
- 芸者3：谷口和子
- 芸者4：里中位子
- お針女1：山口万千子
- お針女2：高原朝子
- お針女3：東山京子
- 役柄不明：近江輝子、若杉曜子、浜世津子、大谷鷹子、佐藤昌弘、北井元老、長岡忠治、田口直也、旗孝思

### スタッフ
- 製作：永田雅一
- 企画：辻久一
- 原作：山崎豊子
- 監督：市川崑
- 脚本：和田夏十、市川崑
- 撮影：宮川一夫
- 照明：岡本健一
- 編集：西田重雄
- 美術：西岡善信
- 録音：大角正夫
- 音楽：芥川也寸志
- 時代考証：上野芳生
- 色彩技術：田中省三
- 方言指導：吉川佳代子
- 記録：中井妙子
- 助監督：池広一夫
- 製作主任：橋本正嗣
- スチール：西地正満
- 現像：東洋現像所

## テレビドラマ

### 1962年版
NET（現:テレビ朝日）で1962年1月4日から同年6月28日に毎週木曜21:15 - 21:45に放送。

#### キャスト
- 中村扇雀
- 中村芳子
- 賀原夏子
- 平田満
- 扇千景

ほか

#### スタッフ
- 脚本：土井行夫
- 音楽：渡辺宙明
- 演出：奈良井仁一

| NET系 木曜21:15 - 21:45枠 | NET系 木曜21:15 - 21:45枠 | NET系 木曜21:15 - 21:45枠 |
| 前番組                    | 番組名                    | 次番組                    |
| ------------------------- | ------------------------- | ------------------------- |
| ハーバー・コマンド        | ぼんち （1962年版）       | お笑い夏場所              |

### 1972年版
フジテレビの「土曜劇場」枠で1972年1月1日〜同年3月25日に放送。「土曜劇場」が元日に放送されるのは本作が唯一。
余談だが、同日には直後の22:30枠で『木枯し紋次郎』が放送開始した。

#### キャスト
- 津川雅彦
- 加賀まりこ
- 中村玉緒
- 北林谷栄
- 木暮実千代
- 紀比呂子

ほか

#### スタッフ
- 脚本：土井行夫
- 演出：山像信夫

| フジテレビ系 土曜劇場 | フジテレビ系 土曜劇場 | フジテレビ系 土曜劇場 |
| 前番組                | 番組名                | 次番組                |
| --------------------- | --------------------- | --------------------- |
| ボクの花嫁            | ぼんち （1972年版）   | 花嫁はおかみさん      |

## 舞台

### 1960年版
1960年8月公演、大阪歌舞伎座新派公演。

#### キャスト
- 河内屋喜久治 - 市川雷蔵 (8代目)
- ぽん太 - 淡島千景
- 仲居お福 - 霧立のぼる
- 舞妓小りん - 桜緋紗子
- 君香 - 緋桜陽子
- 比沙子 - 渡辺千世
- 妻・弘子 - 阿部洋子
- 祖母・きの - 英太郎（初代）
- 母・勢以 - 中村芳子

### 1962年版
1962年6月3日から20日まで産経ホールで、菊田一夫脚色・演出、観世栄夫プロデュースで上演された。テレビ版で喜久治を好演した中村扇雀が主演。

#### キャスト
- 喜久治 - 中村扇雀
- ぽん太 - 高千穂ひづる
- お福 - 南悠子
- 比沙子 - 黒木ひかる
- たいこもち - 田武謙三
- きの - 三戸部スエ
- 萬代峰子、英つや子、一条久枝　ほか

### 1966年版
1966年10月、東京宝塚劇場、東宝歌舞伎公演。

#### キャスト
- 河内屋若旦那喜久治 - 長谷川一夫
- 比沙子 - 越路吹雪
- ぽん太 - 鳳八千代
- 喜久治の妻弘子 - 長谷川季子
- 仲居富之家養女幾子（後に改め幾代） - 春日野八千代
- 芸者君香 - 東郷晴子
- 芸者千代春 - 藤波洸子
- 小りん - 桑野みゆき
- 喜久治の祖母きの - 三益愛子
- 喜久治の母勢以 - 神代錦
- 仲居お福 - 丹阿弥谷津子
- 客市河屋・防火群長 - 杉浦エノスケ
- つる八 - 西川右近
- マネージャー - 花柳寛
- 河内屋番頭秀助 - 林成年
- 河内屋大番頭和助 - 嵐三右衛門
- 河内屋大旦那喜兵衛 - 浅尾奥山
- 佐野屋六右衛門 - 柳永二郎

### 1976年版
1976年11月、新橋演舞場、新派公演。

#### キャスト
- 喜久治 - 中村扇雀
- ひさ子 - 水谷良重

### 2008年版
2008年4月3日から4月21日まで紀伊國屋サザンシアターで行われた沢田研二主演の舞台、音楽劇。同年4月25日から4月28日まで新神戸オリエンタル劇場、さらに、同年5月10日、11日には中日劇場で行われた。

#### キャスト
- 沢田研二
- 土居裕子
- 土田早苗
- 田中隆三
- 木下政治
- 野田晋市
- 出口ルナ
- 佐藤綾
- 原尚子
- 山口智恵
- 有馬自由
- 宴堂裕子
- 小椋あずき
- 加納幸和

### スタッフ
- 脚本：わかぎゑふ
- 演出：マキノノゾミ
- 音楽：coba
- 振付：南流石